# Quark strange
O quark strange é um férmion de spin 1/2, carga elétrica -1/3, número bariônico 1/3 e estranheza -1, é o terceiro quark mais leve, sendo mais pesado que o quark U e o quark D.

## História
Em 1947 o estudo dos produtos de raios cósmicos revelou a existência de um novo barion, era previsto uma vida de ~10−23 segundos, mas o bárion sobreviveu por ~10−10 segundos, com um tempo de desintegração muito maior que o esperado para partículas com interação forte, esta partícula era o {\displaystyle \Lambda _{0}}. Essa descoberta levou os cientistas Murray Gell-Mann (em 1953) e Kazuhiko Nishijima (em 1955), a estudarem essas estranhas e longevas formas de decaimento, e depois a postularem a existência de um novo número quântico que ficou conhecido como estranheza (s, do inglês "strangeness").
De acordo com o modelo padrão a partícula portadora desse novo número quântico é o quark estranho (strange quark)

## Portadores do quark estranho
- Bárion Lambda: o bárion lambda contem um quark  S, D e U em sua composição.